# Enrique Lizalde
Enrique Lizalde (ur. 9 stycznia 1937 w Tepic, zm. 3 czerwca 2013 tamże) – meksykański aktor filmowy i telewizyjny.
Zmarł 3 czerwca 2013 roku w wieku 76 lat na nowotwór wątroby.

## Filmografia

### seriale
- 1962: El Profesor Valdez
- 1968: Los Caudillos jako Jimenez Lisandro
- 1973: Cartas sin destino jako Javier
- 1995: Si Dios me quita la vida jako Enrico
- 1995: Maria z przedmieścia jako Mecenas Abelardo Armenteros
- 1997: Esmeralda jako Rodolfo Pennareal (ojciec Esmeraldy)
- 1998: Paulina jako Alessandro Farina
- 1998: Camila jako Armando Iturralde
- 2001: Virginia jako Rodrigo Junquera
- 2002: Miłość i nienawiść jako Rogelio Valencia
- 2006: Rany miłości jako Gonzalo San Llorente (ojciec Mirandy)
- 2008: Manana es para siempre jako Mecenas

### filmy
- 1963: Las Troyanas jako Taltibio, herold
- 1965: Amor de adolescente
- 1973: El Monasterio de los bultres
- 1981: Oficio de tinieblas
- 1997: Violetta